# 日本共産党闘争小史

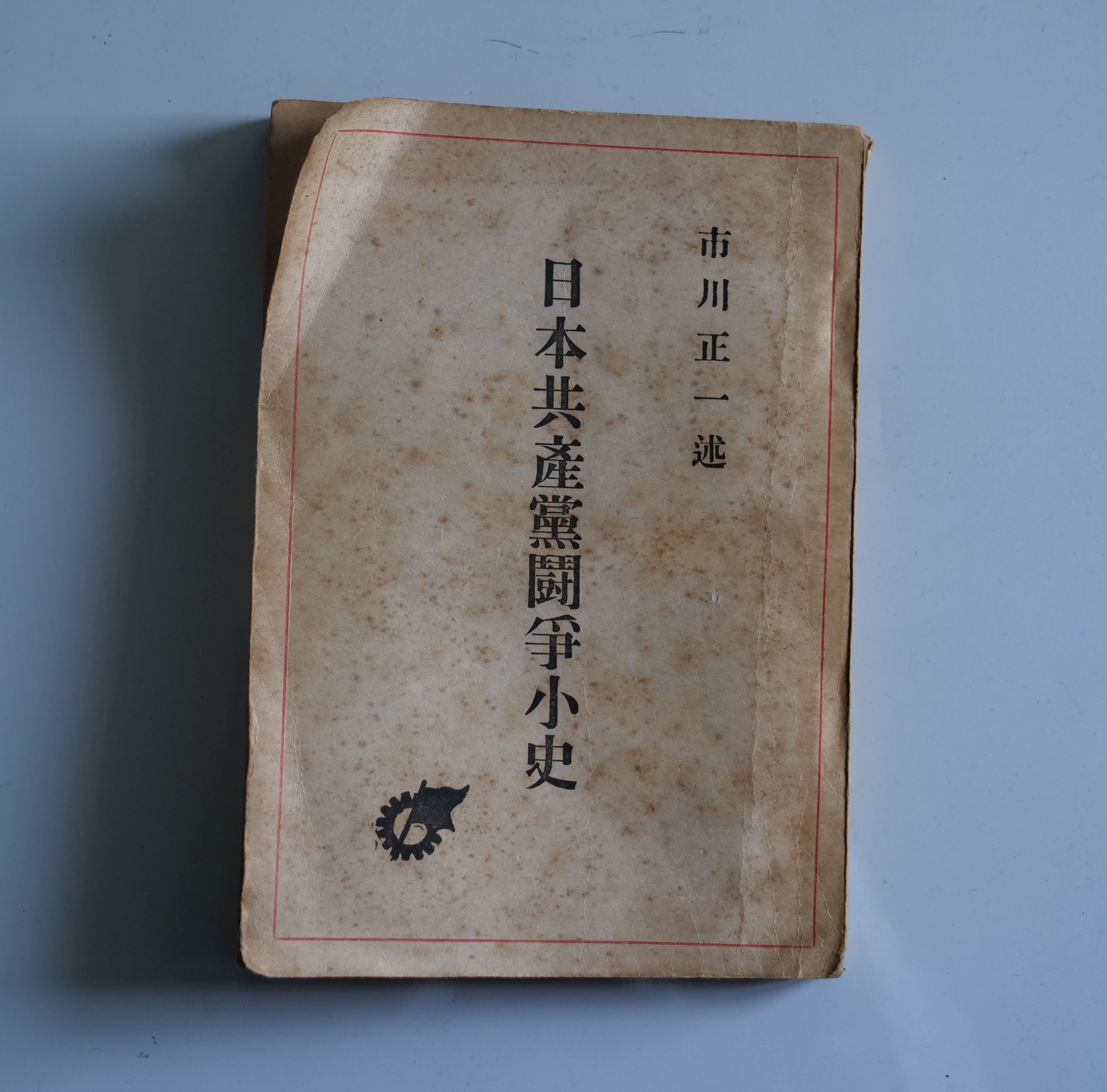
桐生暁書房、1946年刊

『日本共産党闘争小史』（にほんきょうさんとうとうそうしょうし）は、1922年の創設から1929年までの日本共産党の歴史を、党幹部の市川正一が1931年に自らを裁く法廷でおこなった陳述を元にまとめた書籍である。異なる出版社から複数回発行され、題名には『日本共産党小史』、『市川正一公判陳述』もある。

## 法廷陳述
四・一六事件は、当時しばしばあった共産党弾圧事件の一つで、1929年（昭和4年）4月16日の一斉検挙を中心にしたものである。数百人が治安維持法違反で起訴される大裁判となり、1931年（昭和6年）に統一公判が実施された。この裁判では被告の中の数人が代表陳述に立つ方式がとられた。被告らは有罪・無罪を争わず、日本共産党がいかなるものであるかを広く国民に知らせることを目的として弁論した。その中で党の中央委員の一人だった市川正一は5回にわたって党史を述べた。
弁護団の蓬田武弁護士が速記をとり、謄写版で数十部を印刷した。それが「日本共産党公判闘争代表陳述速記録」で、2024年現在大原社会問題研究所などが所蔵している。後に出版された本の中では党の歴史をよどみなく語るが、速記録が示すところではしばしば裁判官による制止が入り、特に天皇に触れることはほとんど禁じられたという。

## 出版
速記録をもとに、日本共産党創立10周年記念として、『日本共産党小史』が翌1932年に出版された。発行元は日本共産党アジ・プロ部だが、非合法組織による非合法出版で、表紙に題名も何も書いていない本だった。
市川は1945年（昭和20年）3月に獄中で病死した。8月の敗戦後も共産党員はなかなか釈放されず、多数の党員が出獄したのは翌年に入ってからだった。その1946年（昭和21年）に、群馬県の桐生暁書房が『日本共産党闘争小史』を出版し、版を重ねた。
1950年（昭和25年）に、希望閣が出版した『日本共産党闘争小史』は、1932年7月23日の市川「最終陳述」をあわせ載せた。
1954年（昭和29年）に国民文庫社が国民文庫の一冊として『日本共産党闘争小史』を刊行した。国民文庫は共産主義関連の基本書を刊行して当時多く流通していた。
日本共産党出版部は、1962年（昭和37年）発行の『市川正一著作集』上巻に「日本共産党闘争小史」を収録した。1977年（昭和52年）に共産党系の新日本出版社が、『市川正一公判陳述　1922-29年の党活動について』と改題し、新日本文庫の一冊に加えた。この『市川正一公判陳述』には1995年（平成7年）に新版が出た。支那を中国、テロルをテロなど用語を現代的に改めている。
また、新日本出版社は『市川正一集』の刊行に際し、公判陳述の速記録を第3巻に収めた。

## 内容
「我々は、日本共産党員であるがゆえに、この法廷に立たされている」と、この裁判が政治裁判であることを指摘するところからはじめ、1922年（大正11年）の結党から1929年（昭和4年）の逮捕までの党史を、当時の政治・社会状況と関連付けつつ述べる。「党がいかにしてプロレタリア階級のためにその先頭に立って闘ってきたか」を示すことが、全体の基調である。さらなる摘発を防ぐために、党の組織については語らず、既に有名となり、あるいは故人となっていた人についてだけ名をあげた。
当時の日本共産党はコミンテルン（国際共産党）の支部である。市川は、コミンテルンの正しい分析・指導に従うことの重要性を再三強調した。国際的には植民地の独立解放を唱え、中国の革命運動を支持し、シベリア出兵や済南事件での派兵に反対したことを誇った。
また、共産党内外の路線批判に多くを割く。内にあっては第一次日本共産党の解党、山川主義、福本主義を繰り返し批判した。また、社会民主主義、当時の無産政党諸派に対しても、結局はブルジョワに味方することになると厳しく批判した。そうした誤りは多く「小ブルジョワ的」と形容される。小ブルジョワ的分子はいざという時に怖気づき、結局は裏切ることになるとみなしていた。
結語は「党の発展は必然である。党の勝利、すなわちプロレタリアートの勝利は必然である」。山口県光市にある市川正一記念碑に、この言葉が刻まれている。